# American Ladder Institute
L'American Ladder Institute (ALI) è l'organizzazione no-profit che si occupa di sviluppare le norme tecniche americane dell'American National Standards Institute (ANSI) relative alla sicurezza delle scale (intese come attrezzature, non come elemento architettonico).
Altro scopo dell'American National Standards Institute è la divulgazione di risorse liberamente accessibili riguardanti l'utilizzo sicuro delle scale.
L'ALI sponsorizza inoltre l'iniziativa denominata "National Ladder Safety Month", che si svolge ogni anno nel mese di marzo.

## Storia
L'American Ladder Institute fu fondata negli Stati Uniti nel 1947.

## Membri
I membri dell'ALI includono fabbricanti statunitensi e canadesi di scale e componenti di scale, oltre alle associazioni International Window Cleaning Association, The Ladder Association UK e Painting Contractors Association.

## Norme tecniche

Esempio di etichetta riportante istruzioni per l'uso sicuro di una scala portatile in metallo, conforme alla norma ANSI ASC A14.2.

Le norme tecniche dell'American National Standards Institute (ANSI) relative alla sicurezza delle scale sviluppate dall'American Ladder Institute includono:
- ANSI-ASC A14.1 Ladders - Wood Safety Requirements[7]
- ANSI ASC A14.2 Ladders - Portable Metal - Safety Requirements[8]
- ANSI ASC A14.3 Ladders - Fixed - Safety Requirements[9]
- ANSI ASC A14.4 Safety Requirements for Job-Made Wooden Ladders[10]
- ANSI ASC A14.5 Ladders - Portable Reinforced Plastic - Safety Requirements[11]
- ANSI ASC A14.11 Safety Requirements for Stepstools[12]